# Blue & Grey (bài hát)
"Blue & Grey" là một bài hát của nhóm nhạc nam Hàn Quốc BTS trong album phòng thu tiếng Hàn thứ năm của nhóm, Be (2020). Bài hát được viết bởi V, Suga, RM, J-Hope, Metaphor cũng như các nhà sản xuất Park Ji-soo, Levi, V và Hiss Noise. Ban đầu dự kiến sẽ được đưa vào mixtape solo của V, bài hát được phát hành vào ngày 20 tháng 11 năm 2020, là bài hát thứ ba trong album. Một bản pop ballad chậm rãi, dịu dàng, lời bài hát phản ánh sự trầm cảm, kiệt sức, lo lắng và sự cô đơn do đại dịch gây ra khi sử dụng màu xanh lam và xám.
"Blue & Grey" đã nhận được những đánh giá chung tích cực từ các nhà phê bình âm nhạc, những người ca ngợi tính nhạy cảm, kỹ năng sản xuất và giọng hát của BTS. Một số nhà phê bình đã chọn bài hát như một bài hát nổi bật trên Be. Về mặt thương mại, bài hát trở thành ca khúc album thành công, đạt vị trí số 13 trên Billboard Hot 100 của Hoa Kỳ và vị trí số 9 trên Billboard Global 200, trở thành bài hát bán chạy nhất trên toàn thế giới trong tuần đó. Nó tiếp tục lọt vào bảng xếp hạng của 10 quốc gia, bao gồm cả Hungary và Hàn Quốc.

## Bối cảnh và phát hành

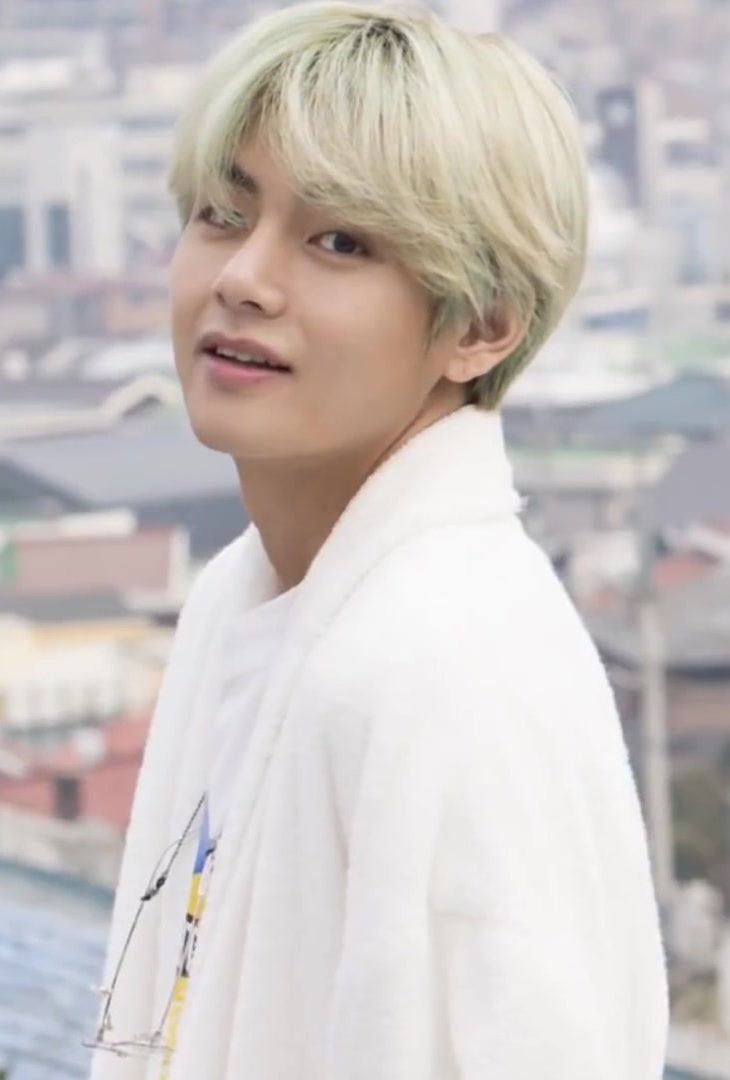
Thành viên V của BTS đồng sáng tác và đồng sản xuất "Blue & Grey".

Vào ngày 10 tháng 11 năm 2020, BTS đã đăng danh sách bài hát của album phòng thu tiếng Hàn thứ năm Be thông qua mạng xã hội, trong đó tiết lộ "Blue & Grey" là một bài hát trong album. Bài hát được viết bởi Suga, RM, J-Hope, Metaphor cũng như các nhà sản xuất Park Ji-soo, Levi, V và Hiss Noise. Hiss Noise và Park Ji-soo chơi trống; sau này cũng chơi guitar, piano, dây và kèn clarinet. V hát đệm cho bài hát và Pdogg xử lý phần sắp xếp giọng hát. Bài hát được thu âm bởi J-Hope, RM, Suga và Pdogg, trong khi Yang Ga đã mix nó tại Big Hit Studios ở Seoul.
"Blue & Grey" ban đầu dự kiến sẽ trở thành một phần trong mixtape solo của V. Ban đầu nó được viết bằng tiếng Anh và lần đầu tiên được giới thiệu trong chương trình thực tế In the Soop của BTS vào tháng 9 năm 2020. Trong một cuộc phỏng vấn với Korea JoongAng Daily, người đồng sản xuất Park Ji-soo (NIve) của bài hát tiết lộ rằng anh đã quen V thông qua nam ca sĩ Hàn Quốc Paul Kim, người mà anh đã làm việc với tư cách là nhà sản xuất cho bài hát "The Reason for My Spring" (2020) của Paul Kim. V và NIve đã sắp xếp các buổi sáng tác theo lịch trình tại phòng thu của NIve, nơi họ quyết định cùng nhau tạo ra "một bài hát hay"; "Blue & Grey" là một trong những bài hát được hình thành trong những buổi gặp mặt này. Bài hát được đưa vào Be sau khi BTS nghe và thích nó. Nó được phát hành vào ngày 20 tháng 11 năm 2020, là bài hát thứ ba trong Be.

## Bảng xếp hạng
| Bảng xếp hạng (2020)                    | Vị trí cao nhất |
| --------------------------------------- | --------------- |
| Canada (Canadian Hot 100)               | 64              |
| Thế giới Global 200 (Billboard)         | 9               |
| Hungary (Single Top 40)                 | 2               |
| Ireland (IRMA)                          | 76              |
| Japan (Japan Hot 100)                   | 52              |
| Lithuania (AGATA)                       | 49              |
| Malaysia (RIM)                          | 3               |
| New Zealand Hot Singles (RMNZ)          | 7               |
| Singapore (RIAS)                        | 5               |
| South Korea (Gaon)                      | 24              |
| South Korea (K-pop Hot 100)             | 6               |
| Anh Quốc Indie (OCC)                    | 9               |
| Anh Quốc (OCC)                          | 66              |
| Hoa Kỳ Billboard Hot 100                | 13              |
| US Rolling Stone Top 100                | 12              |
| US World Digital Song Sales (Billboard) | 2               |

| Bảng xếp hạng (2020)    | Vị trí |
| ----------------------- | ------ |
| Hungary (Single Top 40) | 91     |